# 陸寅修
陸 寅修（ユク・インス、朝鮮語: 육인수、1919年12月3日 - 2001年6月25日）は、大韓民国の教員、政治家。第6・7・8・9・10代大韓民国国会議員。本貫は沃川陸氏。

## 経歴
1919年12月3日、日本統治時代の朝鮮で忠清北道の沃川に陸鍾寛と李氏のもとに生まれた。清州公立高等普通学校（現・清州高等学校）を卒業後に渡日し、東京の武蔵高等工科学校（現・東京都市大学）を卒業した。満洲国政府経済部水力電気建設局の技師を務めた後、帰国し中学校、高校などの教育機関において教員を務めた。1963年の第6代総選挙にて民主共和党の公認で立候補して国会議員に当選し、その後も4期連続当選した。
その後は国会文教公報委員長、民主共和党中央党政策委員、民主共和党中央委員会議長、民主共和党国会対策委員などの政界の要職を務め、2001年6月25日に持病により82歳で死去した。

## 親族
陸寅順は姉、陸英修は妹、元大統領の朴正煕は義弟、元大統領の朴槿恵と社会事業家の朴槿令は姪、実業家の朴志晩は甥である。また、元農水産部長官の張徳鎮、元国務総理の韓昇洙、元国会議員の尹錫民は姪の夫である。